# Múscul adductor del dit gros del peu
El múscul adductor del dit gros del peu (musculus adductor hallucis), està situat a la planta del peu i és responsable de l'adducció (aproximació) del dit gros del peu. Està innervat pel nervi plantar lateral, una branca del nervi tibial. És adductor del dit gros, aproximant-lo al segon dit. També flexiona l'articulació metatarsofalàngica.
Està format per dos ventres musculars, un d'ells se situa en una posició obliqua i un altre transversal. Els dos es localitzen a la regió plantar profunda.
- El ventre oblic s'insereix en el cuboide i en la base dels metatarsians 3r i 4t.
- El ventre transvers s'insereix en el cap dels metatarsians 3r, 4t i 5è.

Tots dos es dirigeixen cap al dit gros, on s'uneixen al tendó del flexor curt del dit gros, i s'insereix a la cara lateral interna de la primera falange del citat esmentat.

## Galeria d'imatges

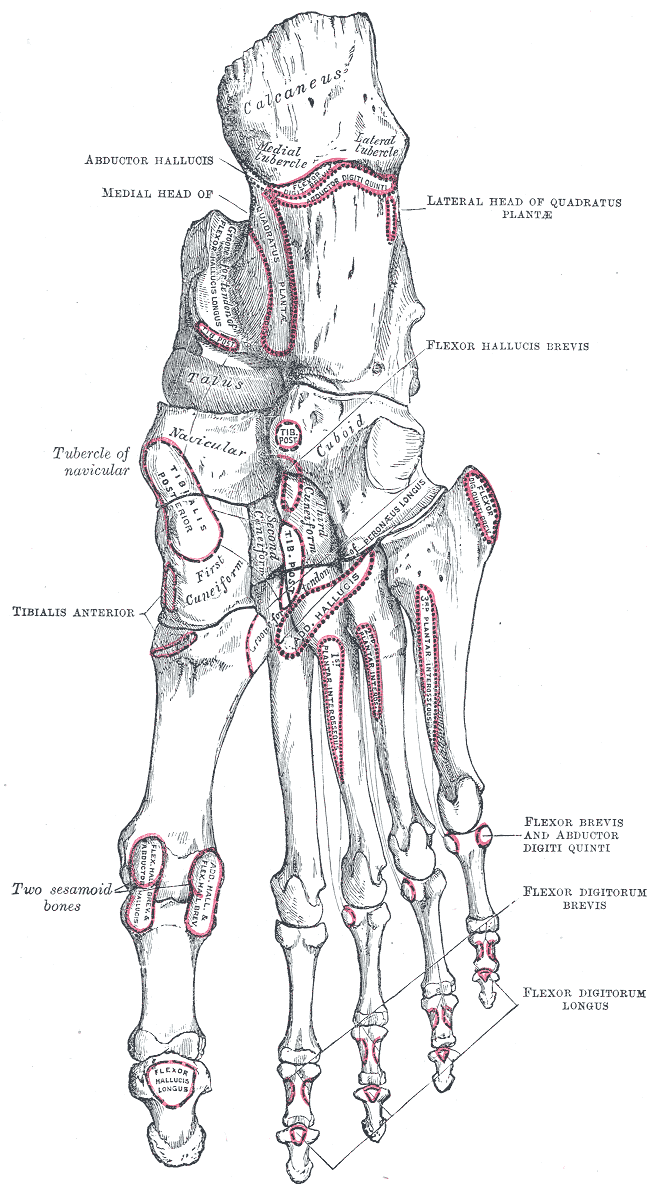
Ossos del peu dret. Superfície plantar.
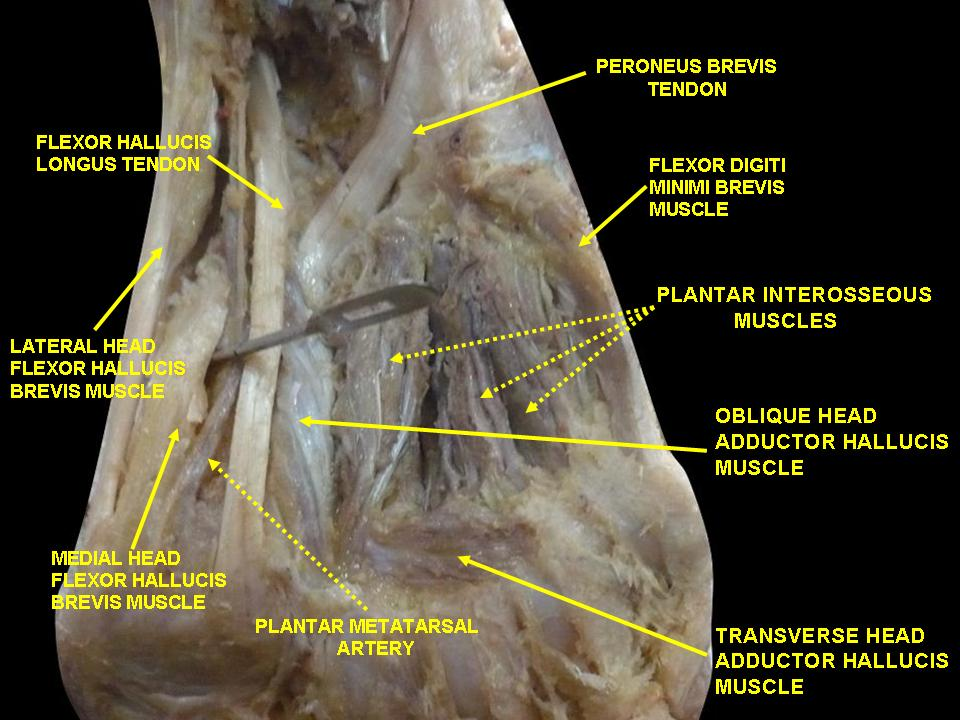
Músculs de la planta del peu.